# Plattvårtkaktus
Plattvårtkaktus (Mammillaria heyderi) är en suckulent växt inom vårtkaktussläktet och familjen kaktusväxter. Arten beskrevs av F. Muehlenpfordt 1848.
Det finns två underarter till plattvårtkaktusen; fintaggig plattvårtkaktus (Mammillaria heyderi ssp. hemisphaerica) och gles plattvårtkaktus (Mammillaria heyderi ssp. meiacantha)